# Maître du Livre de Raison

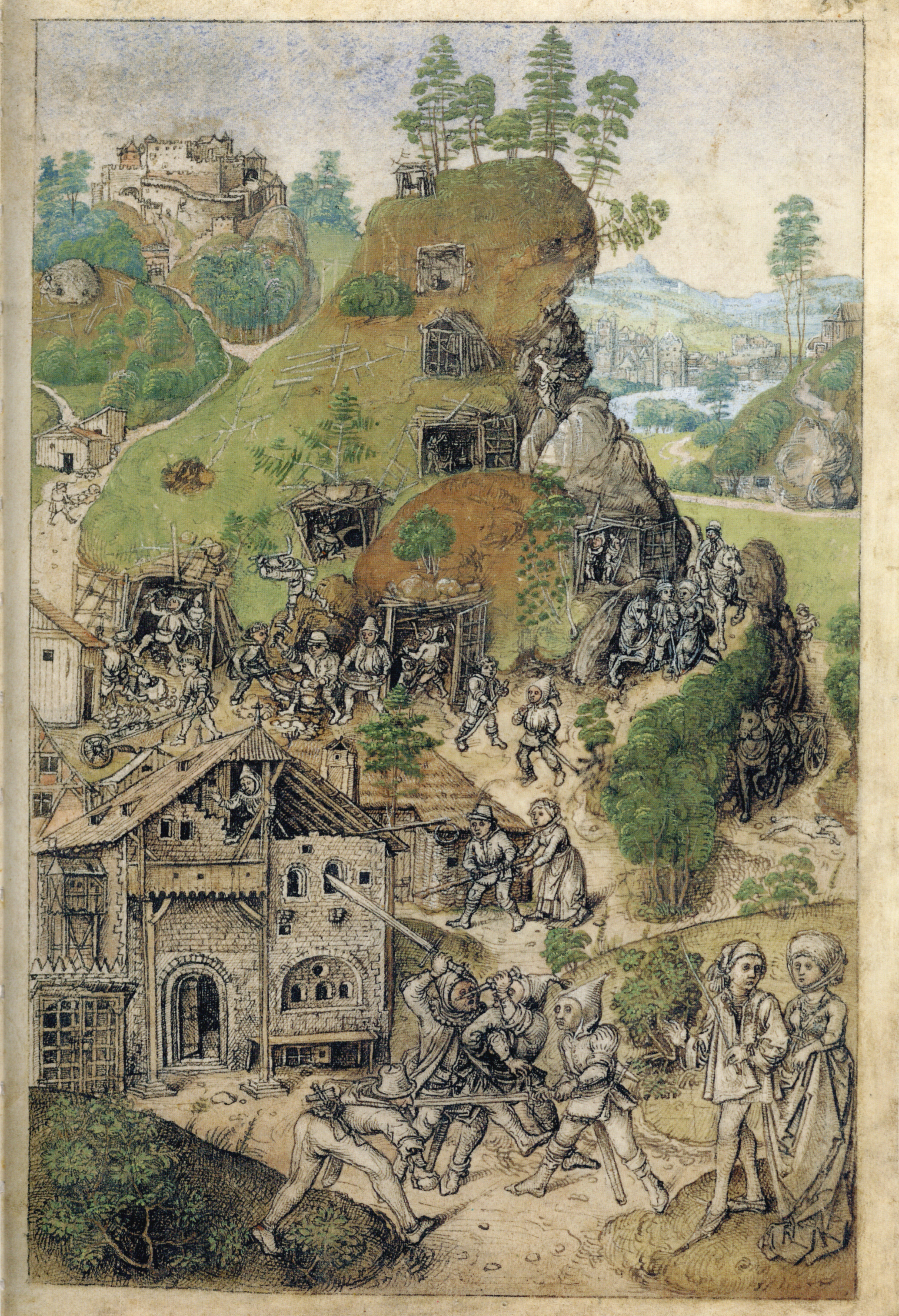
Venus et Mars, dessin à l'aquarelle dans le Livre de raison.

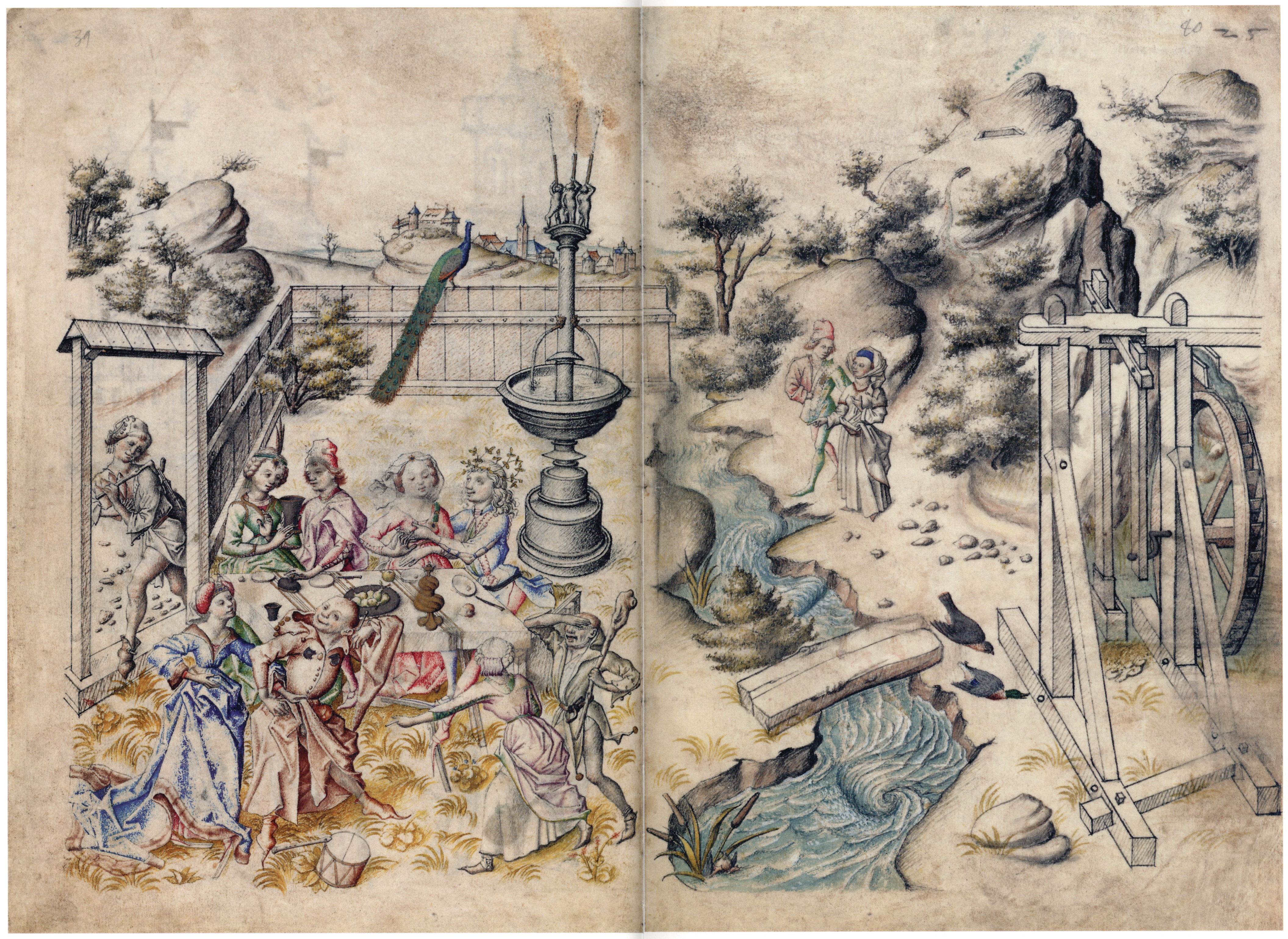
Le Jardin d'Amour, dessin à l'aquarelle dans le Livre de raison.

Le Maître du Livre de Raison ou Maître du Cabinet d'Amsterdam (en allemand : Meister des Hausbuches), est un graveur anonyme travaillant dans le sud de l'Allemagne à la fin du XVe siècle. Il a gravé de nombreuses xylographies et inaugure la technique de la pointe sèche pour graver le métal.
Son nom est tiré du livre de dessins à l'aquarelle dont il est l'auteur, et qui appartenait à une famille noble allemande, les Waldburg-Wolfegg, depuis le XVIIe siècle. En 1999, le livre est prêté à la National Gallery of Art de Washington pour une exposition.
Il est vendu en 2008 à un acheteur suisse pour 20 millions d'euros, mais reste en possession de la famille à ce jour en raison de problèmes de légalité de la vente.
La majorité des estampes qui sont arrivées jusqu'à nous sont exposées au Rijksmuseum à Amsterdam (d'où l'origine du second nom). La plupart des historiens s'accordent pour dire que le livre et les estampes proviennent du même artiste.

## Œuvre
Les estampes du Maître du Livre de Raison sont extrêmement rares. Sur 124 gravures identifiées, seules 91 estampes ont été retrouvées (dont quatre-vingts exposées à Amsterdam), dont une soixantaine en un unique exemplaire.
Le Maître gravait à la pointe sèche, probablement sur de l'étain ou un alliage plomb-étain. Ce procédé délicat suggère que seules dix ou vingt estampes pouvaient être tirées avant que la matrice ne soit complètement usée.
Les gravures sur bois de l'édition de 1473 du Speculum Humanae Salvationis lui sont attribuées.
Beaucoup d'estampes réalisées par d'autres artistes sont considérées comme des copies de ses œuvres disparues. Israhel van Meckenem en aurait copié plus d'une trentaine[réf. nécessaire].
Le trait du Maître est sûr et vivace, portant une attention au détail typique des primitifs flamands. La plupart de ses gravures représentent des sujets profanes, ce qui le distingue des autres artistes de l'époque. Avec Martin Schongauer, le Maître du Livre de Raison est considéré comme le graveur allemand le plus influent de l'époque, et marquera notamment l'œuvre d'Albrecht Dürer.
Quelques tableaux sont considérés comme provenant du Maître :
- le Couple d'amants, v. 1484, musée du château, Gotha (Allemagne)[8] ;
- un cycle de neuf panneaux consacrés à la vie de la Vierge (Musée du Land) à Mayence ;
- un Retable de la Passion (ca. 1480-1485, partagé entre la Gemäldegalerie de Berlin, le Städel de Francfort et le musée des Augustins de Fribourg-en-Brisgau).

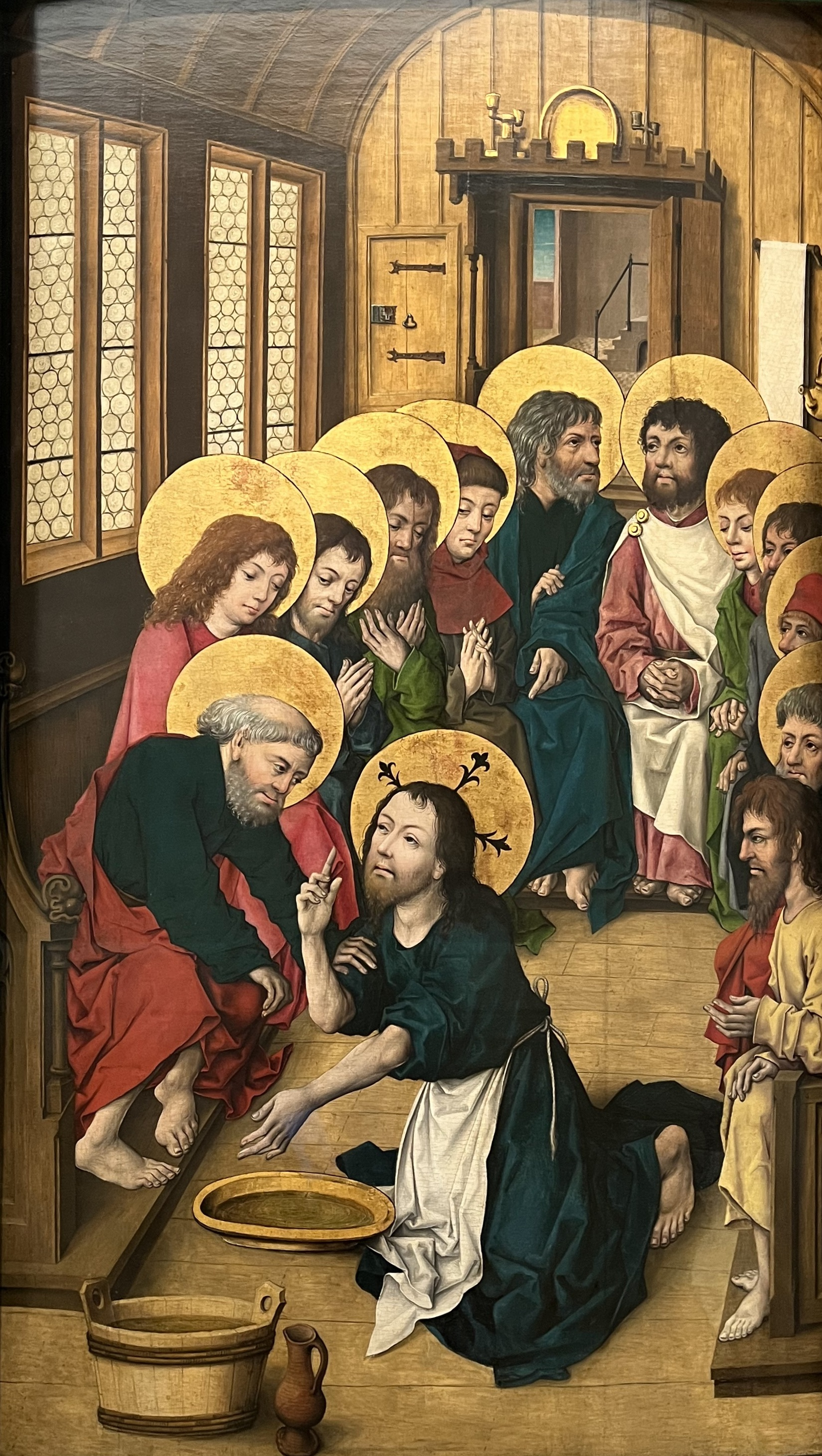
Retable de la Passion - Le Lavement des pieds - Berlin Gemaldegalerie
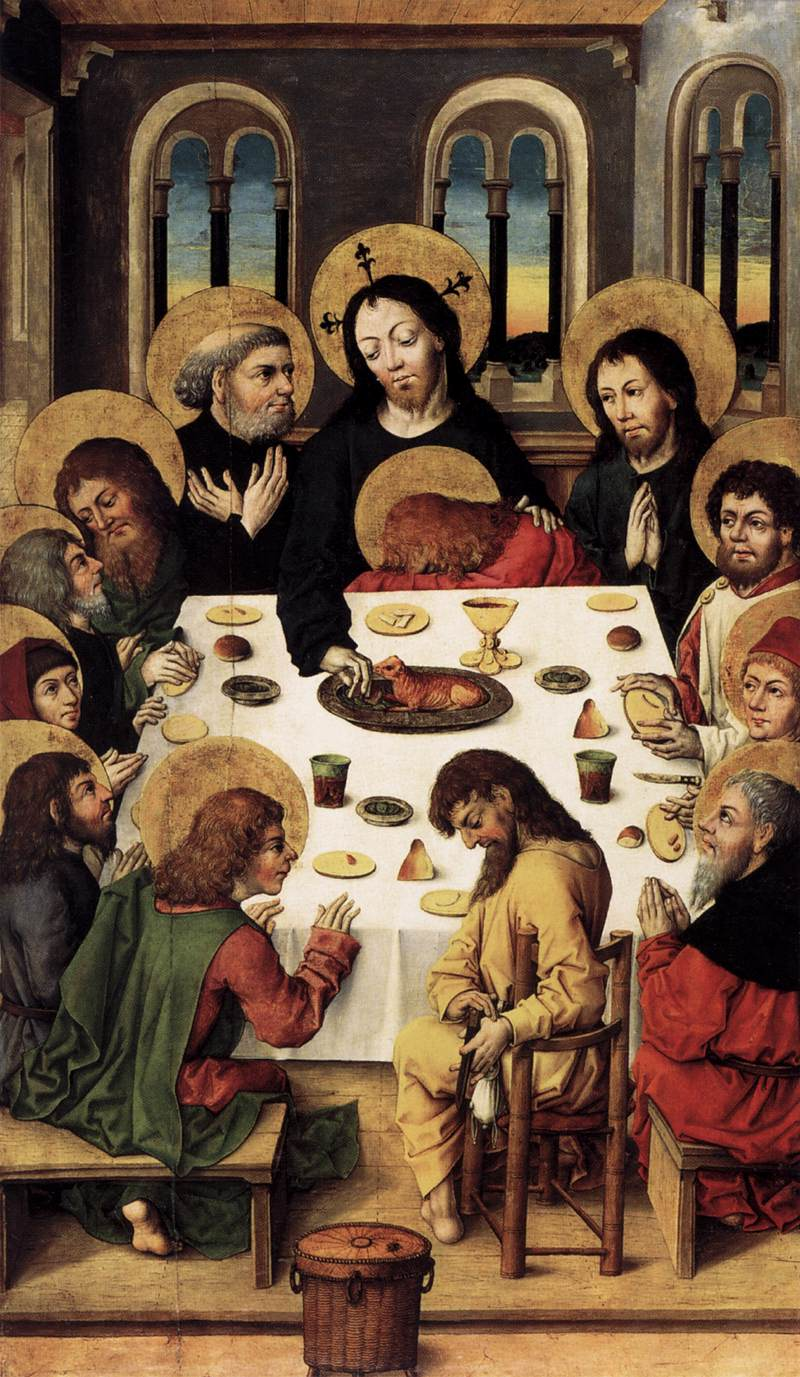
Retable de la Passion - La Cène - Berlin Gemaldegalerie
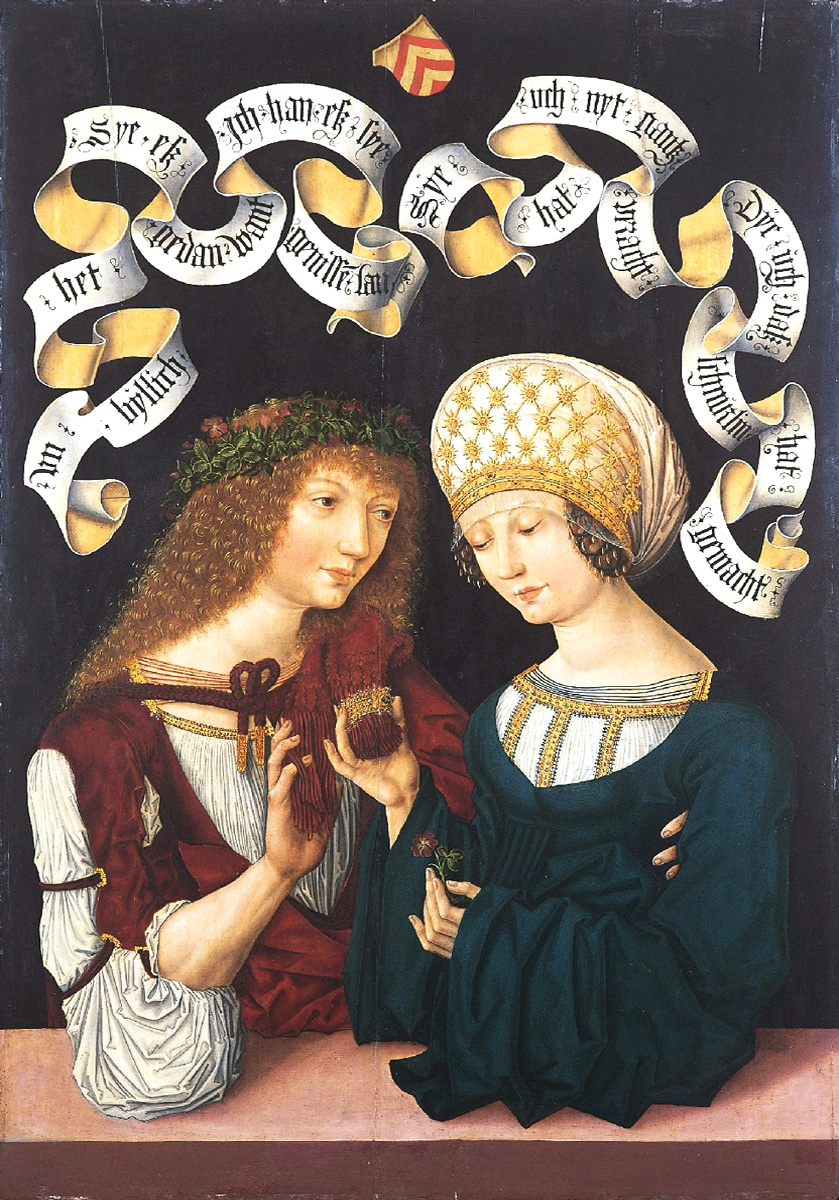
Un Couple d'amants - Gotha

Certains experts attribuent les amants au Maître du Livre de Raison et pensent que le retable fut peint par un autre artiste. D'autres prétendent au contraire que les deux œuvres proviennent de la même main.

## Erhard Reuwich?
En 1937, on suggéra[Qui ?] qu'Erhard Reuwich était en fait le Maître du Livre de Raison. Artiste et imprimeur, travaillant à Mayence, Reuwich fit le pèlerinage en Terre sainte avec un riche Chanoine de Mayence, Bernhard von Breydenbach. Le récit en fut rapporté en 1486 dans les Sanctae Peregrinationes, qui remportèrent un vif succès d'imprimerie. Le livre sera réimprimé treize fois lors des trente années suivantes, avec des éditions en France et en Espagne. À l'intérieur du livre figurait notamment une xylographie panoramique de Venise, qui se dépliait,.
En 1485, Reuwich réalise des gravures sur bois pour illustrer un livre de botanique, publié à Mayence. Son identification avec Le Maître du Livre de Raison ne fait pas l'unanimité. A. Hyatt Mayor y est favorable, mais des travaux plus récents s'éloignent de cette opinion.

#### Sources
- (en) Jane Campbell Hutchison et al., Livelier than Life : The Master of the Amsterdam Cabinet, or the Housebook Master 1470-1500, J. P. Filedt Kok, Rijksmuseum/Garry Schwartz/Princeton University Press, 1985 (ISBN 90-6179-060-3).
- (en) David Landau et Peter Parshall, The Renaissance Print, Yale, 1996, 433 p. (ISBN 0-300-06883-2, lire en ligne).

#### Lecture complémentaire
- (en) Venus and Mars: The World of the Medieval Housebook, Prestel, 1998  (ISBN 3-7913-1991-4).